# Homesick James
Homesick James foi guitarrista de blues estadounidense conhecido por sua habilidade no estilo slide. Era tio de Elmore James, com quem tocou por algum tempo, além de fazer parceria com outros músicos ilustres como Sonny Boy Williamson II e Snooky Pryor.

## Biografia
Nascido John William Henderson em Somerville, Tennessee, era filho de Cordellia Henderson e Plez Williamson Rivers, ambos músicos.  Desenvolveu um estilo próprio de tocar guitarra slide durante sua adolescência. Pouco se sabe sobre sua vida antes da carreira como músico.
Afirmava ter tocado com Yank Rachell, Sleepy John Estes, Blind Boy Fuller e Big Joe Williams entre outros, também contava que conhecia Robert Johnson. Também dizia que a primeira guitarra de Elmore James havia sido ele quem tinha comprado, e que tinha lhe ensinado a tocar slide. De qualquer forma algumas dessas afirmações não tem comprovação.
Nos anos 1930, enquanto morava em Chicago, tocava com a banda de Horace Henderson no clube Circle Inn e com o pianista Jimmy Walker no Square Deal Club. Há a possibilidade de sua primeira gravação ter sido feita pela Victor Records em 1937, mas esse fato também não tem confirmação. Começou a tocar guitarra elétrica somente em 1938. Suas primeiras gravações conhecidas foram feitas em 1952 pela Chance Records, dentre as faixas dessa seção estão "Lonesome Ole Train" e "Homesick", música de onde acabou tirando seu nome artístico.
Durante o fim da década de 1940 e começo dos anos 1950 tocou com Sonny Boy Williamson II, Elmore James, Baby Face Leroy Foster, Snooky Pryor, Floyd Jones, e Lazy Bill Lucas. A sua parceria de maior duração foi com Elmore James entre 1955 e 1963, tendo contribuído nas gravações de "Dust My Broom", "The Sky Is Crying," e "Roll and Tumble".
Fontes contam Elmore James morreu no sofá da casa de Homesick James, enquanto esse para tentar salvar o amigo procurava freneticamente pílulas para o coração.

## Discografia
- 1964 Blues on the South Side (Prestige/Original Blues)
- 1972 The Country Blues (Blues On Blues)
- 1973 Ain't Sick No More (Bluesway)
- 1973 Homesick James Williamson & Snooky Pryor (Caroline)
- 1976 Home Sweet Homesick James (Big Bear)
- 1977 Goin' Back Home (32 Jazz)
- 1979 Chicago Blues Festival vol.1 (Black and Blue)
- 1980 Homesick James & Snooky Pryor: Sad and Lonesome (Wolf)
- 1992 Sweet Home Tennessee (Appaloosa)
- 1994 Goin' Back in the Times (Earwig)
- 1995 Got to Move (Trix Records)
- 1997 Juanita (Appaloosa)
- 1997 Words of Wisdom (Priority)
- 1998 Last of the Broomdusters (Fedora)
- 2003 Homesick James & Snooky Prior : the Big Bear sessions (Sanctuary Records)